# Ercole Strozzi
Ercole Strozzi (né à Ferrare, le 2 septembre 1473 et mort dans la même ville le 6 juin 1508) est un poète italien,  fils du poète Tito Vespasiano Strozzi. Il était un ami de Lucrèce Borgia, à qui il a dédié le poème La caccia. Il a épousé la poétesse Barbara Torelli et a été assassiné à Ferrare par un agresseur inconnu.

## Meurtre
Le matin du 6 juin 1508, le corps d'Ercole Strozzi a été trouvé sur la route près de l'Église San Francesco de Ferrare, à l'angle de la via Praisolo et via Savonarola, à proximité du mur de la casa Romei. Le manque de sang sur les lieux indique  que son corps a  été déplacé. Le jour d'avant, quand il a été pris dans une embuscade il était à la guide de sa mule, et a été poignardé à 22 reprises. Ses frères, laurent et Guido Strozzi, implorent Francesco Gonzaga pour se venger de la mort, mais les auteurs n'ont jamais été découverts ; sa femme, Barabara Torelli a également cherché la protection de Gonzague à la suite de cet événement, pour elle et la fille d'Ercole qui n'avait que 13 jours au moment du meurtre. Ercole Strozzi  a également un autre enfant avec Barbara ainsi que deux autres enfants illégitimes.